# Новогодишна нощ
„Новогодишна нощ“ (на английски: New Year's Eve) е американска романтична комедия от 2011 година на режисьора Гари Маршъл. Във филма участват Хали Бери, Джесика Бийл, Джон Бон Джоуви, Абигейл Бреслин, Крис „Лудакрис“ Бриджис, Робърт де Ниро, Джош Дъмел, Зак Ефрон, Хектор Елисондо, Катрин Хайгъл, Ащън Къчър, Сет Майърс, Лиа Мишел, Сара Джесика Паркър, Мишел Пфайфър, Тил Швайгер, Хилари Суонк и София Вергара.
Филмът излиза на екран на 9 декември 2011 г. и спечели 142 милиона долара.

## Актьорски състав
| Актьор               | Роля                    |
| -------------------- | ----------------------- |
| Джейк Т. Остин       | Сет Андерсън            |
| Джеймс Белуши        | Управител на сграда     |
| Хали Бери            | Сестра Ейми             |
| Джесика Бийл         | Тес Бърн                |
| Кмет Майкъл Блумбърг | Себе си                 |
| Джон Бон Джоуви      | Даниел Дженсън          |
| Абигейл Бреслин      | Хейли Дойл              |
| Лудакрис             | Лейтенант Брендън Нолан |
| Матю Бродерик        | Господин Буелертън      |
| Робърт де Ниро       | Стан Харис              |
| Джош Дъмел           | Сам Ахърн младши        |
| Зак Ефрон            | Пол Дойл                |
| Хектор Елисондо      | Лестър Комински         |
| Кари Елуис           | Докторът на Стан        |
| Карла Гуджино        | Доктор Морисет          |
| Катрин Хайгъл        | Лаура                   |
| Шери Джоунс          | Госпожа Роуз Ахърн      |
| Ащън Къчър           | Ранди                   |
| Джон Литгоу          | Джонатан Кокс           |
| Катрин Макнамара     | Лили Боуман             |
| Сет Майърс           | Грифин Бърн             |
| Лиа Мишел            | Елис                    |
| Алиса Милано         | Сестра Минди            |
| Сара Джесика Паркър  | Ким Дойл                |
| Ръсел Питърс         | Сунил                   |
| Мишел Пфайфър        | Ингрид Уитърс           |
| Сара Полсън          | Грейс Шуаб              |
| Раян Сикрест         | Себе си                 |
| Хилари Суонк         | Клеър Морган            |
| София Вергара        | Ейва                    |
| Нат Уолф             | Уолтър                  |
| Комън                | Чино                    |

## В България
В България филмът е пуснат по кината на същата дата от Александра Филмс.
През 2015 г. е излъчен по Би Ти Ви с български войсоувър дублаж, направен в студио Медиа Линк. Екипът се състои от:
| Озвучаващи артисти  | Лиза Шопова Милена Живкова Христина Ибришимова Иван Танев Даниел Цочев |
| Преводач            | Моника Спасова                                                         |
| Тонрежисьор         | Стамен Янев                                                            |
| Режисьор на дублажа | Михаела Минева                                                         |